# Економічне районування
Економі́чне районува́ння  — це науково-обґрунтований територіальний поділ території країни, регіону чи всього світу на систему економічно збалансованих частин — економічних районів, які склалися історично або в процесі розвитку продуктивних сил на основі суспільного поділу праці.

## Сфери компетенції
Спонтанно економічне районування формується головним чином під впливом економічних факторів: максимально вигідної продуктивності при мінімальних коштах виробництва, транспорту, розподілу й споживання, але на нього також мають значний вплив і такі неекономічні фактори, як урядова політика, міжнародні стосунки, адміністративне право, національно-культурні особливості населення тощо. Сучасна наука про економічне районування — регіональна або просторова економія — є на межі політичної економії, економічної географії, теорії й практики зовнішньої торгівлі та математичного та статистичного моделювання рішень; вона аналізує ефективність територіального розміщення і переміщення виробництва і споживання, збалансованість та пропорційність міжгалузевих, міжрайонних зв'язків, ефективність організації управління економічними районами та політики й планування їх розвитку.
У загальному розумінні економічний район визначається як поняття, яке широко використовується в різних галузях знань і означає територію, що вирізняється подібним рівнем розвитку, фізико-географічною, історичною, технічною, соціально-демографічною, і, в першу чергу, економічною спільністю — сталістю структури головного комплексу внутрішніх і зовнішніх міжгалузевих зв'язків, внутрішньою кооперацією, інтеграцією, зовнішньою спеціалізацією.

## Основні районоутворюючі фактори
На формування економічних районів впливають різні фактори: природні, економічні та історичні. Основними серед них є економічні.
Головним районоутворюючим фактором у кожній країні є суспільний територіальний поділ праці, який є результатом просторового прояву дії загального економічного закону суспільного поділу праці.
Територіальний поділ праці проявляється у господарській спеціалізації окремих частин території країни на різних видах виробничої діяльності відповідно до їх природних умов і наявних трудових та інших ресурсів. Його розвиток відкриває шлях до максимального, найбільш ефективного використання сприятливих для виробництва умов кожної території, вигідного географічного положення, значних запасів мінеральних (особливо паливних і енергетичних) ресурсів, комбінування виробництв, що їх використовують, а також використання навичок та виробничого досвіду населення, які здобуті ним протягом певного історичного періоду.
Другим важливим районоутворюючим фактором, який є похідним від територіального поділу праці, є територіальні виробничі комплекси (ТВК). Територіальний поділ праці веде до формування галузей спеціалізації окремих територій, які, в свою чергу, обумовлюють склад галузей, що їх обслуговують і доповнюють. Це приводить до виникнення ТВК.
Як складові частини до ТВК входять елементарні техніко-економічні комплекси (первинні ланки енерговиробничих циклів). В основі цих комплексів знаходяться стійкі сполучення взаємопов'язаних підприємств різних галузей, їх зв'язки визначені технологією і економікою виробництва. Прикладом таких елементарних комплексів можуть бути молокозаводи, розташовані в сільській місцевості, та цукрові заводи з їх сировинними зонами і взаємопов'язаним з ними тваринництвом, яке використовує відходи цих виробництв. Елементарні комплекси є в різних галузях промисловості.
Сукупність однорідних або тісно зв'язаних між собою різних елементарних техніко-економічних комплексів, розташованих на компактній території, утворює територіально-виробничий комплекс, який охоплює значну частину економічного району. В межах одного великого економічного району може бути один або декілька тісно пов'язаних ТВК.
До основних районоутворюючих факторів належать також і найбільші міста країни — великі регіональні і індустріальні центри із зонами економічного тяжіння до них периферійних територій. Кожне місто як економічний центр впливає на навколишню тяжіючу до нього місцевість, а найбільше місто об'єднує своєю зоною районоформуючого впливу всі менші міста. Так забезпечується зв'язок ядра і периферії економічного району.
Зона районоформуючого впливу великого регіонального центру охоплює цілу групу адміністративних областей. В Україні такими центрами є Харків, Донецьк, Дніпропетровськ, Одеса, Львів. Найбільшу зону районоформуючого впливу має м. Київ, який, крім потужного регіонального центру, є ще і столицею держави.
Важливе районоутворююче значення мають особливості еко-номіко-географічного положення території району. Вони значною мірою впливають на формування спеціалізації його господарства. Так, наприклад, вихід Південного економічного району України до берегів Чорного моря обумовив значний розвиток у його народногосподарському комплексі морського транспорту, портово-промислових центрів, суднобудування і судноремонту, курортно-туристичного комплексу, риболовства і рибопереробної промисловості.
На утворення економічного району великий вплив мають природні умови і ресурси. Природні умови взагалі, і особливо природні ресурси, — це основа розвитку і спеціалізації сільського господарства та промисловості району. Вони мають значний вплив на формування галузевої структури територіальних виробничих комплексів, на розвиток і розміщення енерго-, водо-, трудомістких та інших виробництв, а також на галузеву спеціалізацію сільського господарства. Наявність великих родовищ і басейнів паливно-енергетичних, рудних і нерудних ресурсів створює передумови для визначення спеціалізації економічних районів на тих чи інших галузях промисловості.
Районоутворююче значення мають також основні форми територіальної організації виробництва — промислові центри, промислові вузли (зосереджені в одному місті чи розосереджені в близько розташованих містах і селищах міського типу), одногалузеві і багатогалузеві промислові райони, локальні, районні і обласні агропромислові комплекси, які разом з транспортним комплексом та інфраструктурою об'єднуються в народногосподарський комплекс економічного району. Важливу роль у формуванні економічних районів відіграє транспорт. Наявність розвинутої транспортної мережі на певній території впливає на темпи формування економічного району, забезпечує здійснення широких міжрайонних економічних зв'язків, посилює формування зон економічного тяжіння периферійних територій до їхнього економічного ядра. Значний вплив на формування економічних районів має національно-політичний устрій та адміністративно-територіальний поділ країни. В умовах перехідної економіки, коли ще значна кількість промислових підприємств залишається власністю держави, а в сільському господарстві зберігаються кооперативні сільськогосподарські підприємства, адміністративні області залишаються ще як єдине господарське ціле із своїми органами управління господарством. У їх межах функціонують територіальні виробничі комплекси, їхні основні складові частини або окремі ланки народногосподарського комплексу великого економічного району.

## Історія районування в Україні
До 1917 р. початку історії економічного районування України можна вважати кінцем 18 ст., відколи в Російській і Австрійській імперіях робили описи й проекти економічного районування українських земель з метою накладання податків, військово-стратегічних планувань тощо. Перший науковий підхід до економічного районування мали економічно-географічні студії Російської Імперії — П. Семенова-Тян-Шанського (1880), Д. Менделєва (1893), А. Ріхтера (1898) та ін., в яких виділялися природно-економічні райони України; російські праці з сільськогосподарського районування кін. 19 ст. (А. Фортунатова, О. Челінцева) та українська праця про розподіл російських державних доходів і витрат М. Яснопольського, що започаткувала першу у світі школу територіальної фінансової економетрії. Промислове економічне районування України розпочав вивчати С. Подолинський, а ґрунтовні праці написали у 1910-х pp. І. Фещенко-Чопівський, П. Фомін, згодом К. Воблий.
Індустріалізація останньої чверті 19 — поч. 20 ст. спершу спеціалізувала південну й центральну Україну на сільськогосподарському машинобудуванні, лісостеп — на цукровій промисловості, а незабаром, відповідно — на вугільній, гірничій, металургійній, хімічній та металообробній промисловості, а всю Україну, крім того, — на харчовій промисловості. Далі розвинулося важке, зокрема — залізничне й корабельне машинобудування, будівельна промисловість, шкіряна тощо. Спеціалізація Степу на тваринництві у першій половині 19 ст. створила тут окремий економічний район, який у другій пол. 19 ст. змінився на зерновий, скерований на експорт до Західної Європи. Тоді ж виділився й новий бурякоцукровий сільськогосподарський район у Лісостепу. Західноукраїнські землі під Австрією були окремим, сильно недорозвинутим аграрним районом.
У праці «Розвиток капіталізму в Росії» (1899) В. Ленін висунув гіпотезу, що розвиток капіталізму об'єднує економіку Російської Імперії в «єдиний всеросійський ринок». «Спільний ринок» формально існував, бо не було внутрішніх митних кордонів, але на території імперії існував також ряд цілком окремих і відмінних економічних районів, обмін між якими ще не мав вирішального значення. Таким окремим районом була Україна, або ж весь «Південь», включаючи Донщину, почасти Північний Кавказ і Бессарабію. Інші райони: Польща, Прибалтицько-Петербурзький, Московсько-Центральний, Уральський, Середньо-Азійський, Баку й Закавказький, невеликий Далеко-Східний, що інтегрувався з Маньчжурією; Фінляндія мала окрему економіко-адміністративну автономію. Ці економічні райони постали внаслідок внутрішньої економічної інтеграції, взаємного доповнення власних галузей виробництва та внутрішніх ринків споживання, місцезнаходження природних ресурсів та спеціалізації промисловості на їх основі. Відносна недорозвиненість наземних шляхів сполучення, величезні віддалі й кошти міжрайонного транспорту та близькість і дешевизна водного транспорту теж сприяли формуванню цих районів, не зважаючи на те, що російський уряд встановлював штучно знижені пільгові тарифи на далекі залізничні перевозки. Вирішальну роль відігравав і той фактор, що в окремих економічних районах імперії панував чужоземний капітал різної національності: французько-бельгійський в Україні та в Домбровському басейні Польщі; німецький — у Варшаві, Прибалтиці, Фінляндії й подекуди у Москві: англійський — в Баку тощо. Російський приватний капітал переважав тільки на Уралі, в Сибіру, Сер. Азії і подекуди в Москві, але й там втрачав позиції, зокрема внаслідок переможної конкуренції українських територіальних монополій. Харківська Рада з'їздів гірничопромисловців півдня Росії й ін. подібні організації (наприклад, Цукровий синдикат) планували економіку України, як окремий економічний район. Продукція економічних районів імперії у переважній частині споживалася на місці або вивозилася за кордон (наприклад, нафта Баку). Російська Імперія була економічно інтегрованою, як цілість, лише системою державних фінансів та до деякої міри великими банками, центри яких були у Петербурзі, але які своєю чергою перебували під контролем західноєвропейських банків. Західноукраїнські землі були інтегровані з Австрією та Чехією дещо тісніше, але і в їхній промисловості панував закордонний капітал.
За радянської влади, у зв'язку з націоналізацією економіки та з запровадженням державного планування. Економічне районування стало пов'язуватися з організацією й політикою централізованого управління народним господарством. Розвинулася боротьба за встановлення монополії московського уряду над усіма економічними районами СРСР та за збереження чи й розширення автономії місцевої влади республік й інших адміністративно-територіальних одиниць над економікою своїх місцевостей. У зв'язку з цим розроблено безліч проектів і здійснено ряд реформ управління й планування народного господарства СРСР, що заперечували одна одну. Спільною й характеристичною рисою цих проектів і реформ було намагання поєднувати економічне районування з адміністративно-територіальним поділом системи органів державного управління й партійного керівництва. Часто це поєднування призводило до змішування понять і критеріїв ефективності економічного районування й адміністративного районування, і коли переважало це останнє, економічне районування на практиці виходило штучним та призводило до великих втрат для усього народного господарства як окремих районів, так і всього СРСР.
Боротьба довкола економіного районування УРСР розпочалася у 1920—1921, коли за підтримкою деяких керівників РКП(б) (Г. Зінов'єва, Й. Сталіна, Ф. Артема, М. Калініна та ін.) ряд російських урядових (Держплан) та наукових (Комісія з вивчення продуктивності сил АН СРСР) установ і комісій виступали з проектами (М. Владимирського. І. Александрова, Г. Кржижановського й ін.) поділити Україну на три або дві адміністративні частини, залишаючи УРСР тільки південний захід та відокремлюючи від неї усі промислові райони — Харківщину, Донбас, Придніпров'я й чорноморські порти, бо, мовляв, у них не переважав український пролетаріат. Це було відновлення концепції утворення Донецько-Криворізької, Одеської та інших радянських республік 1918—19. Українські національні комуністи виступили проти цих проектів, доводячи, що непролетарська, селянська УРСР не зможе існувати. Вони висунули проект наближення радянської влади до населення — утворення кількадесятьох економіко-адміністративних округ та кількохсот районів що об'єднувалися б у єдиній централізованій УРСР. Проти рішень уряду РРФСР. З сесія ВУЦВК УРСР у жовтні 1922 оголосила цей проект основним принципом економіко-адміністративного районування України. М. Полон та ін. обстоювали його у Москві і рішенням 12 з'їзду РКП(б) він впродовж 1924—1929 був поширений на весь СРСР. Проте, у лютому 1924 від УРСР відокремлено Східний Донбас — Шахтинську і Таганрозьку округи, хоч це суперечило доцільному економічному районуванню. У 1931—1932 округи об'єднано в області, партійні органи яких відтоді почали підлягати не лише Києву, а й безпосередньо Москві. Ця централізація позначається й досі на управлінні й плануванні місцевою промисловістю, сільським господарством та культурою.
Економічне районування промисловості й сільського господарства в Україні, як і всього СРСР за НЕП в основному продовжувало складатися так само, як і перед 1917. До 1923 в УРСР було створено 19 територіально-галузевих промислових трестів і ряд синдикатів й об'єднань, хоч конкуренцію їх проти трестів РРФСР обмежено. До кінця 1929 контроль над цими трестами здійснював сам уряд УРСР з утворенням у 1932—1934 централізованих галузевих союзних та об'єднаних союзно-республіканських промислових наркоматів (із 1946 — міністерств), існуюче економічне районування було значно порушене, по-перше, розподілом за списком і підпорядкуванням окремих підприємств різним органам державної і партійної влади (почасти в Москві, почасти у Києві), а по-друге, політикою планового переміщення ресурсів і прискореного розвитку одних економічних районів коштом занедбання та експлуатації ін.
Вже у першій п'ятирічці план для всього СРСР був складений в розрізі 24 економічних районів. у другій — 32, у третій — 19. Народне господарство УРСР планувалося як республіканська цілість, але у ньому виділялися також спеціальні плани для Донбасу, Криворіжжя тощо. Почавши з 1930 й донині, т. зв. східні райони СРСР (Урал, Півн. РРФСР, Кузбас, Сибір, Казахстан — їх визначення мінялося) почали розвиватися штучно прискореними темпами головним чином коштом ресурсів України. Оскільки ці капітальні й людські ресурси на Україну не поверталися, не були позичкою й на них не сплачувано Україні % за втрачений продуктивний час, їх переміщення з України означало її економічну експлуатацію. За приблизними обрахунками (див. стор. 1733, 2 129), за час 1923—1940 і 1950—1970 самих капіталів з України до інших районів СРСР перекинуто безпосередньо через державну скарбницю СРСР бл. 135 млрд карб. (у рублях «золотого змісту» 1961). Оскільки капітал, вкладений поза Україною, давав віддачу у сер. на 20—25 % нижчу, ніж в Україні, на втраті цих ресурсів втрачала не лише Україна, а й народне господарство всього СРСР. Вигоду здобували лише ті райони, у які вкладалися ці капітали. Зростання всього нар. господарства СРСР, крім ін. причин, сповільнювалося через неврахування коштів загосподарення неосвоєних районів (інфраструктура), коштів транспорту та споживання продукції цих районів з ін. районах
Прискорений розвиток «східних районів» обґрунтовано за Сталіна потребами оборони, а по війні — фантастичними переоцінками їхніх природних багатств. Головними теоретиками цієї політики економічного районування були керівники «Совета по изучению производительных сил СРСР» (СОПС) АН і Держплнну СРСР (С. Струмілін, Л. Володарський, А. Лавріщев, А. Коробов, С. Славін, В. Нємчінов, А. Вєдіщев; тепер — А. Пробст, В. Некрасов, С. Токарев, В. Васютін, В. Кістанов). Опозиційні погляди висловлювали Ю. П'ятаков, Я. Діманштейн, Я. Фейгін, М. Колосовський, П. Алімпіев та ін., зокрема Держплан УРСР та Рада для вивчення продуктивних сил УРСР. Керівники КПРС і після Сталіна послідовно підтримували політику розвитку східих районів. За весь час в них вкладено від 40 до 50 % усіх капіталовкладень СРСР.
Вже впродовж двох останніх передвоєнних п'ятирічок економічне районування СРСР припасовано до військово-стратегічних планів. У першому повоєнному десятиріччі в союзних планах виділено 13 основних районів (серед них Україна і Молдавія). Впродовж реформи 1957—1964, коли керівництво промисловістю й будівництвом було децентралізоване за територіальним принципом та створено т. зв. раднаргоспи, а панівною була воєнна стратегія рухливих наземних збройних сил, весь СРСР поділено на 105 економіко-адміністративних районів (в УРСР: Донецький, Київський, Львівський, Подільський, Придніпровський, Харківський, Чорноморський). Однак, у зв'язку з переозброєнням армії атомною й ракетною зброєю та відповідною зміною воєнної стратегії, 1961 створено нову мережу з 17 (з 1963 — 18) т. зв. великих економічних районів. В основу цього сучасного економічного районування покладено два принципи: максимально можливу економічну самовистачальність і функціональність кожного району на випадок війни та уможливлення дальшого переміщення ресурсів у східні райони СРСР на перспективу до 1980 (тепер — до 1990) у випадку миру. Кожний великий економічний район має планову комісію і раду для координації, які є союзними органами. У плануванні продукції та запасів підприємств і галузей союзної підлеглості ці органи великих економічних районів після 1965 мають, здається, навіть більше влади, ніж уряди і держплани республік. Україну від 1961 поділено на три великі економічні райони: Донецько-Придніпровський, Південно-Західний та Південний; вони звуться офіційно районами СРСР, не УРСР. У Москві у 1970-х pp. з'явилися голоси, що пропонують ще більше обмежити значення республік (В. Кістанов) й перетворити великі райони на окремі автономні одиниці СРСР. Натомість в Україні, як і в ін. республіках, керівники Держплану (Ф. Хилюк, П. Розенко) вимагали комплексного планування всього народного господарства УРСР та, зокрема, звітності союзних підприємств урядам республік.
Проте, не зважаючи на експлуатацію й на політику неекономного економічного районування СРСР, зростаючий обсяг і рівень розвитку економіки України як цілості продовжує детермінувати специфічність її регіонального положення в економіці СРСР, східної Європи і світу. Внаслідок розвитку економіки центральної Росії та східних районів СРСР, частка України в економіці СРСР за повоєнний період зменшилася (див. стор. 2 360—61), але зменшилися й економічні зв'язки між Україною і Росією. Так, наприклад, вивіз металу з України до Росії — скоротився з 60 % продукції України у 1940 до 24 % у 1960 і 10 % у 1970, вивіз вугілля з Донбасу — з 30 % до 14 % і 12 %. Одночасно зросли відсотки споживання власної продукції в Україні, а також збільшилися зовнішні зв'язки України з Білоруссю та Прибалтикою, зі східноєвропейськими країнами Ради Економічної Взаємодопомоги та за останній час — і з Західною Європою, Північною Африкою, Японією. За останніми даними на 1965 Україна експортувала дещо менше 20 % всієї продукції: до Росії — 35 %, до Східної Європи поза СРСР — 32 %, на Білорусь і Прибалтику (й частково далі на захід) — 13 %, на Кубань і Кавказ — 6 %, до решти СРСР — бл. 6 %, до капіталістичних країн світу 8 % (числа приблизні). Тобто як цілість, Україна була окремим, внутрішньо-інтегрованим економічним районом, розташованим збалансовано між СРСР, Сх. Європою та Чорноморсько-середземноморським басейном. Таким районом Україна залишатиметься і в передбаченій перспективі.

## Проблеми сучасних тенденцій
Сучасне внутрішнє воєнно-стратегічне економічне районування України має лише негативну спрямованість проти західних та південних сусідів минулого СРСР. Оборонного значення в умовах атомної війни воно не має. 3 погляду інтересів України воно шкідливе. Внутрішнє раціональне економічне районування повинно складатися без адміністративних перешкод, а державна політика повинна мати на меті створювання вигідних умов для економічного розвитку й підвищення життєвого стандарту в усіх частинах України, що призвело б до максимального зростання обсягу національного доходу. На цей момент різниця рівнів економічного розвитку районів України сягає пропорції 1:3 між найбіднішою Житомирською і найбагатшою Дніпропетровською обл. Західна й вся Правобережна Україна залишаються промислово недорозвиненими, мало населеними й порівняно бідними з рештою України. Усунення цієї нерівності потребує певного переміщення продовольства на захід, що гальмувало б зайву агломерацію індустрії й населення у великих містах , де вже створюються несприятливі екологічні умови для життя.

## Сучасний стан економічного районування в Україні
- Див. Економічні райони України